# Kukasta kost
Kukasta kost (lat. os hamatum) je kost koja se nalazi u distalnom redu kosti pešća, smještena najmedijalnije.
Gornja ploština uzglobljena je s polumjesečastom kosti, a donja s 4. i 5. kosti zapešća. 
Medijalna ploština sadrži zglobnu ploštinu za zglob s trokutastom kosti, a lateralna za zglob s glavičastom kosti. 
Dorzalna strana kosti služi kao hvatište zglobnih sveza, dok se na palmarnoj strani nalazi kukasti izraštaj (lat. hamulus ossis hamati).